# Піняєв Сергій Максимович
Сергі́й Макси́мович Піня́єв (рос. Серге́й Макси́мович Пиня́ев, нар. 2 листопада 2004, Саратов, Росія) — російський футболіст. нападник московського «Локомотива» та національної збірної Росії.

## Ігрова кар'єра

### Клубна
Займатися футболом Піняєв почав у своєму рідному Саратові. У 2013 році він переїхав до Москви, де приєднався до академії «Локомотива», але вже через рік він перейшов до молодіжної команди клубу «Чертаново». У 2017 році Піняєв кілька разів проходмв стажування в «Манчестер Юнайтед». 1 серпня 2020 року у віці 15 років Піняєв дебютував в основі «Чертаново» у матчі Першої ліги і таким чином став наймолодшим гравцем в історії турніру. І вже на першій хвилині матчу Сергій зробив гольову передачу.
За результатами того сезону «Чертаново» вилетів до Другої ліги і влітку 2021 року Піняєв перешйов до самарських «Крил Рад». Він підписав з клубом трирічний контракт. 30 липня 2021 року Піняєв дебютував у матчах вищого дивізіону. 3 грудня 2022 року Піняєв зіграв у матчі Зірок кубку Росії, де забив переможний м'яч.
В грудні 2022 року Піняєв перейшов до московського «Локомотива», з яким підписав чотирирічний контракт. 22 лютого 2023 року у матчі Кубку країни футболіст провів першу гру в новій команді. 4 березня у матчі проти «Ростова» Піняєв дебютував в складі «Локомотива» в чемпіонаті країни.

### Збірна
26 березня 2022 року у віці 17 років і 144 днів Піняєв дебютував у складі молодіжної збірної Росії.
17 листопада 2022 року у матчі проти Таджикистану Сергій Піняєв провів першу гру в складі національної збірної Росії і у віці 18 років і 15 днів став наймолодшим гравцем в історії збірної Росії.